# Sterrenwacht Halley
Sterrenwacht Halley is een sterrenwacht in het buitengebied van de gemeente Bernheze (Noord-Brabant), tussen Heesch en Vinkel, het verrees aldaar tussen 1987 en 1989. Dit markante witte gebouw, met z'n opvallende koepels, oogt op een afstand als een moskee, maar het is een heuse sterrenwacht en is genoemd naar de Komeet van Halley die in 1985 en 1986 aan de hemel stond. Deze bijzondere faciliteit is gebouwd door en voor de leden van de gelijknamige vereniging in Heesch.

## Geschiedenis
In maart 1984 nam een drietal Heeschenaars, Herman ten Haaf, Willem-Jan van den Heuvel en Jan van Loosbroek, het initiatief om een sterrenwacht op te richten. Het eerste ontwerp voor een sterrenwacht werd in de zomer van 1984 op een stand van de Heesche Feesten aan het publiek gepresenteerd. Het definitieve bouwplan werd ontworpen door architect Anton Valks. De reacties daarop waren heel positief en op 29 oktober 1984 werd de vereniging 'Sterrenwacht Halley' opgericht.
De gemeente Heesch had na een ruilverkaveling in het buitengebied een perceel beschikbaar dat de vereniging kon kopen voor het symbolische bedrag van een gulden. Dankzij de inzet van de leden en met steun van een comité van aanbeveling kon geld voor de bouw worden ingezameld en in april 1987 kon met de bouw worden begonnen. De sterrenwacht werd gedurende twee jaar gebouwd door vrijwilligers. Het ledental van de vereniging groeide en er werden tal van activiteiten georganiseerd: lezingen, cursussen, maandelijkse kijkavonden, ledenavonden, jeugdmiddagen, excursies, tentoonstellingen, deelname aan de Heesche Feesten en andere regionale jaarmarkten, enz. Na de opening van de sterrenwacht verhuisde de vereniging van het gemeenschapshuis De Pas in Heesch naar de sterrenwacht.
De officiële opening werd op 13 oktober 1989 verricht door Piet Smolders, wetenschapsjournalist en directeur van het Artis Planetarium, en toenmalig provinciaal gedeputeerde T. Brugman. In 1990 is de Stichting Sterrenwacht Halley opgericht. De stichting is eigenaresse van alle onroerende zaken op het terrein van de sterrenwacht: het gebouw, de grond en beplantingen, de radiotelescoop, hekwerken, antennes en antennemast. Ook de grote telescopen die in eigen beheer worden gebouwd voor plaatsing in de koepels zijn of worden eigendom van de stichting. De Vereniging Sterrenwacht Halley huurt het gebouw en alles wat erbij hoort van de stichting. Enkele leden van het verenigingsbestuur hebben zitting in het stichtingsbestuur.
Eind jaren 90 rees de behoefte aan meer ruimte in de sterrenwacht. Vereniging en stichting begonnen geleidelijk ideeën over uitbreiding te ontwikkelen en gingen op zoek naar sponsors. Deze werden gevonden in de gemeente Bernheze en het Europese fonds Ceres. Architect Anton Valks ontwierp de uitbreiding van de sterrenwacht, die in 2006 is gerealiseerd. De sterrenwacht is nu twee keer zo groot als oorspronkelijk en beschikt nu over drie koepels met telescopen, een auditorium, een tentoonstellingsruimte, een planetarium, een ruime entree, keuken, een bibliotheek en een verenigingsruimte.
Sterrenwacht Halley is aangesloten bij de Landelijk Samenwerkende Publiekssterrenwachten en de Koninklijke Nederlandse Vereniging voor Weer- en Sterrenkunde.

## Telescopen
Sterrenwacht Halley telt drie koepels en heeft verscheidene telescopen, waaronder een Celestron C-14 in de grootste koepel. De leden hebben de beschikking over een Opticon 30 cm Jones-Bird-spiegeltelescoop en een Takahashi-astrocamera met een spiegeldiameter van 300 mm en een brandpuntafstand van 1130 mm. In de zonnekoepel staan een 350mm ODK-astrocamera, een 130mm apochromaat, een 150mm Lunt H-alpha telescoop en een 60mm CaK Lunt telescoop.  
In de sterrenwachttuin staat een imposant instrument, een 3,5 meter radiotelescoop, die in de jaren ’70 bij de Radiosterrenwacht Dwingeloo voor zonneonderzoek werd aangewend. Een werkgroep van de sterrenwacht is bezig de radiotelescoop te restaureren, zodat die weer kan functioneren voor het doel waarvoor hij onderspronkelijk is gebouwd: het ontvangen van radiostraling uit de kosmos.
In de bestrating van het voorplein is een zonnewijzer aangebracht.

## Planetarium
In een rond zaaltje met een koepelvormig plafond bevindt zich het digitale planetarium van Sterrenwacht Halley. Een projector laat de sterrenhemel boven je hoofd bewegen en planeten en manen naar je toe komen. Je kunt als het ware een reis maken door de kosmos, langs ontelbare sterren en sterrenstelsels.